# Otto Rieger

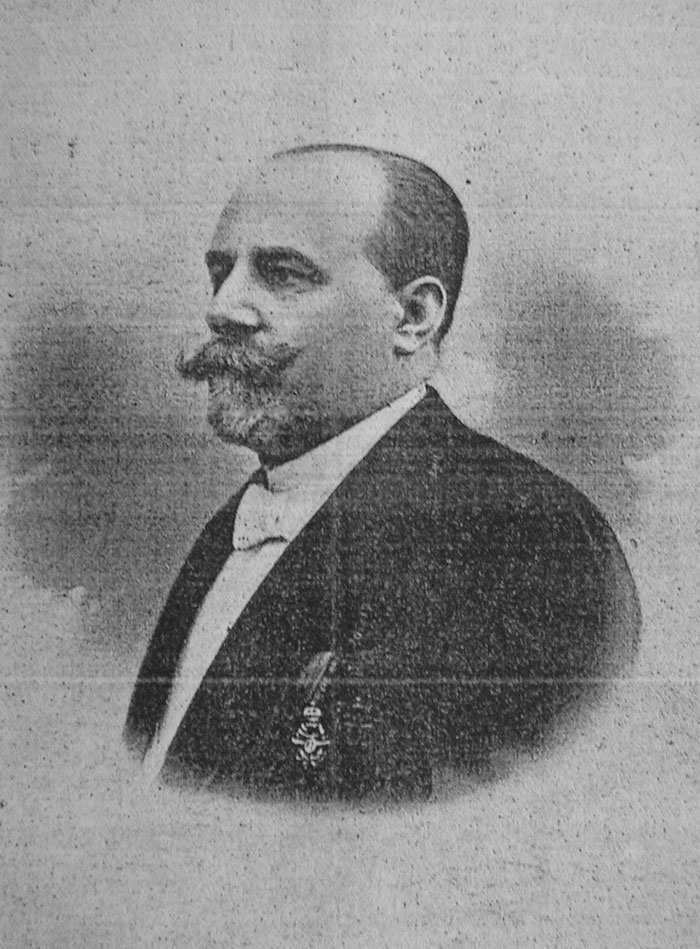
Otto Rieger

Otto Rieger (ur. 3 marca 1847 w Karniowie, zm. 12 grudnia 1903 w Wiedniu) – organmistrz pochodzący z Karniowa. Współzałożyciel fabryki organów braci Rieger.
Był synem organmistrza Franza Riegera, uczył się zawodu w warsztacie ojca. Od 1864 roku uczył się budowy organów w Wiedniu u Josefa Ullmanna, a następnie przebywał w Bambergu oraz w Würtzburgu, gdzie pracował u Martina Schlimbacha. Wraz z bratem Gustavem pod okiem ojca założył w 1873 roku firmę Gebrüder Rieger, przemianowaną następnie na Franz Rieger & Söhne. 
Cesarz Franciszek Józef I nadał mu tytuł szlachecki oraz tytuł C. K. Nadworny Dostawca w 1880 i krzyż kawalerski Orderu Franciszka Józefa w 1898, a papież Leon XIII mianował go kawalerem Orderu Grobu Świętego